# Каменьчик-Великий
Каменьчик-Великий (пол. Kamieńczyk Wielki) — село в Польщі, у гміні Боґути-П'янки Островського повіту Мазовецького воєводства. Населення — 111 осіб (2011).
У 1975—1998 роках село належало до Ломжинського воєводства.

## Демографія
Демографічна структура станом на 31 березня 2011 року:
|          | Загалом | Допрацездатний вік | Працездатний вік | Постпрацездатний вік |
| -------- | ------- | ------------------ | ---------------- | -------------------- |
| Чоловіки | 58      | 13                 | 37               | 8                    |
| Жінки    | 53      | 15                 | 23               | 15                   |
| Разом    | 111     | 28                 | 60               | 23                   |